# 1716 en philosophie
Chronologie de la philosophie
- 1712
- 1713
- 1714
- 1715
- 1716
- 1717
- 1718
- 1719
- 1720

L’année 1716 a été marquée, en philosophie, par les événements suivants :

## Publications
- Pierre-Daniel Huet : Histoire du commerce et de la navigation des anciens, 1716

## Naissances
- Père Appiano Buonafede, philosophe, théologien et écrivain italien, né à Comacchio (Ferrare) en 1716, mort en 1793 à Rome.

- 26 décembre à Nancy : Jean-François, marquis de Saint-Lambert, mort à Paris le 9 février 1803, est un militaire, philosophe, conteur et poète lorrain puis, après 1766, français.

## Décès
- 14 novembre à Hanovre : Gottfried Wilhelm Leibniz, né à Leipzig le 1er juillet 1646, est un philosophe, scientifique, mathématicien, logicien, diplomate, juriste, bibliothécaire et philologue allemand. Esprit polymathe, personnalité importante de la période Frühaufklärung, il occupe une place primordiale dans l'histoire de la philosophie et l'histoire des sciences (notamment des mathématiques) et est souvent considéré comme le dernier « génie universel ».

- 17 avril à Châteaudun : René Fédé est un philosophe français du XVIIe siècle né à Châteaudun en 1645[1].